# Bouilleur de cru
Pour les articles homonymes, voir Bouilleur.

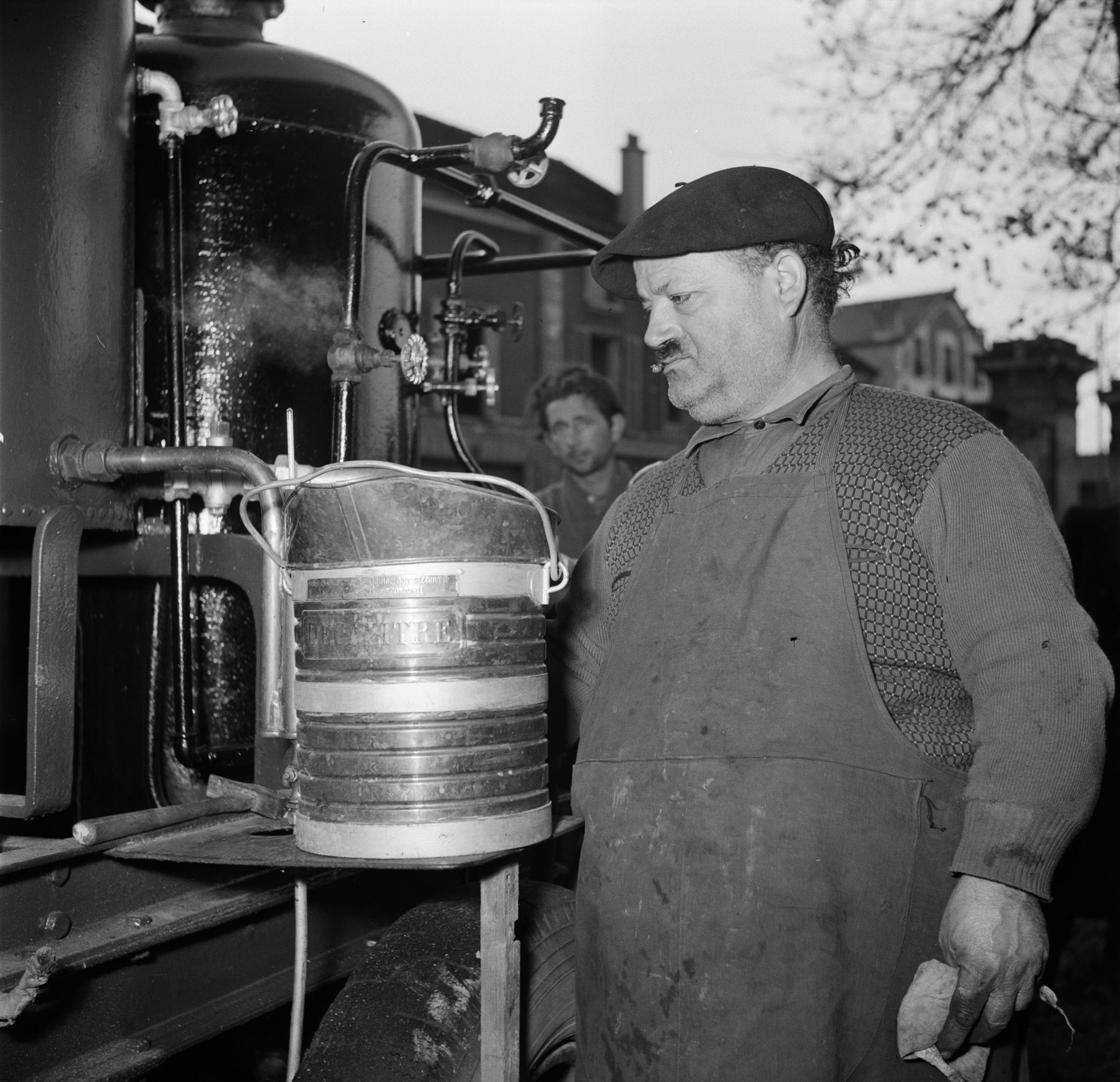
Photographié près de Paris en 1954 par Willem van de Poll, le bouilleur de cru Charles Maraval recueille le distillat de son alambic dans un décalitre.

Un bouilleur de cru est, en France, une personne habilitée à produire ses propres eaux-de-vie. Il est un récoltant de fruits qui peut faire distiller ses fruits. Certains peuvent encore se prévaloir du privilège institué dans les années 1950. Ils peuvent ainsi distiller en étant exonérés de droits de distillation dans la limite de 10 litres d'alcool pur (soit 20 litres à 50°).
Ce statut est en voie de disparition du fait d'un contingentement déterminé dans les années 1950.
Le bouilleur de cru ne doit pas être confondu avec le bouilleur ambulant. En effet, le bouilleur de cru a rarement le matériel de distillation (alambic), il fait donc appel à un distillateur qui procède à la fabrication de l'alcool, et qui pendant longtemps était un bouilleur ambulant se déplaçant de commune en commune.
En France, depuis 1959, ce privilège n'est plus transmissible par héritage, et s'éteindra donc au décès des derniers détenteurs. Depuis 2008, les bouilleurs de cru ne bénéficiant pas du privilège sont taxés à 50 % sur les dix premiers litres d'alcool pur et ensuite à 100 %.

## Distillation des eaux-de-vie

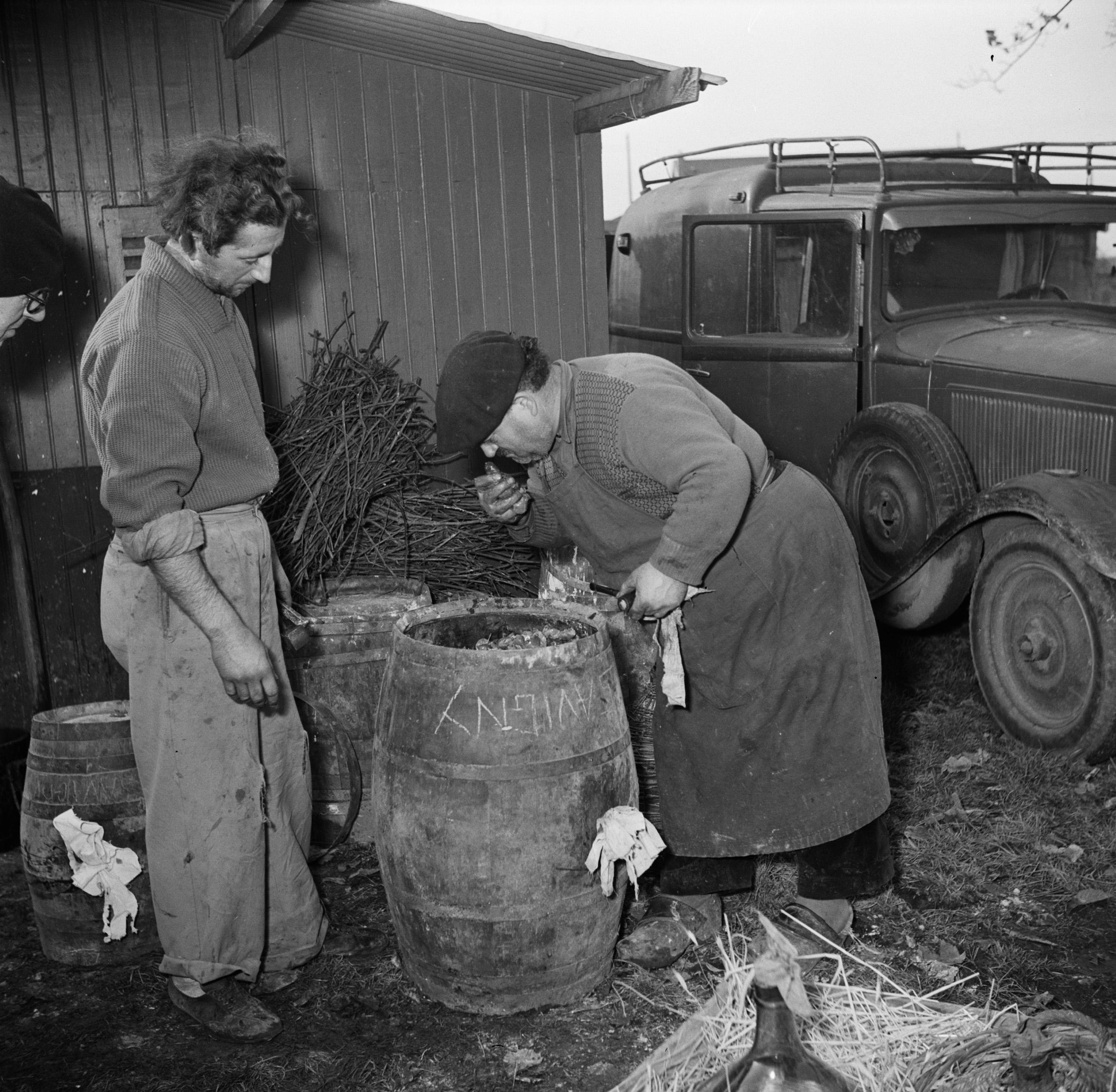
Examen, avant leur distillation, de la qualité des fruits qui ont été préalablement mis à fermenter en fûts.

La préparation des fruits, au meilleur de leur maturité, sont passés au fouloir et mis en fûts. Le pH du jus de fruit est naturellement aux alentours de 3,2.
La fermentation commence au bout de quelques jours. Ce sont les levures qui se trouvent sur la peau des fruits qui vont transformer leur sucre en éthanol. La fermentation est dite anaérobie (sans oxygène). Elle dure quelques semaines (en fonction de la température et de la quantité de sucre et de levures).
La distillation en alambics, généralement en cuivre, sont à feu nu, au bain-marie ou à la vapeur. On y sépare les produits de distillation : les produits de tête, d'une saveur et odeur « piquante » (contenant une plus grande proportion d'acétate d'éthyle, d'acétone et d'acétaldéhyde), et les produits de fin de distillation où sont concentrés les alcools plus lourds que l'éthanol (n-propanol, isobutanol, isomères du pentanol, etc.) et des acides organiques (acétique, lactique...), d'une saveur plus âpre et d'une odeur plus « lourde », qui sont éventuellement recyclés avec les prochaines cuites.
Contrairement à une idée reçue très répandue un alambic n'est pas capable de concentrer le méthanol en début de distillation ; sa proportion par rapport à l'éthanol reste constante du début à la fin du batch.
Dans le cas de la cerise, le kirsch est ensuite stocké dans des cuves ou mis à vieillir sous grenier, en bonbonnes de verre. Les écarts de température (de -15 °C à +35 °C) assurent un bon vieillissement : la chaleur enlève l'ardeur, le froid concentre les arômes et les affine. Il faut en moyenne 9 kg de cerises pour produire un litre de kirsch à 50°.
La distillation des eaux-de-vie était jadis réalisée par un distillateur avec un alambic ambulant ou fixe mais, depuis l'industrialisation, ce métier tend à disparaître car les coûts de revient de production industrielle sont plus compétitifs.

## Réglementation
Les personnes ayant le « privilège de bouilleur de cru » ont une exonération de taxe sur les mille premiers degrés d'alcool produits (1 000° d'alcool soit l'équivalent de vingt litres d'alcool à 50°). Les degrés supplémentaires font l'objet d'une taxe (17,410 4 € par litre pur d’alcool depuis le 1er janvier 2018).
En France, toute personne propriétaire d'une parcelle ayant la dénomination de verger ou de vigne sur le registre du cadastre peut distiller les produits issus de cette parcelle (fruits, cidre, vin, marc). La distillation est effectuée dans un atelier public ou privé après avoir effectué une déclaration au service de la Direction générale des Douanes et Droits indirects.
Le propriétaire d'une parcelle peut donner procuration à quelqu'un qui distillera ainsi en son nom.

## Histoire

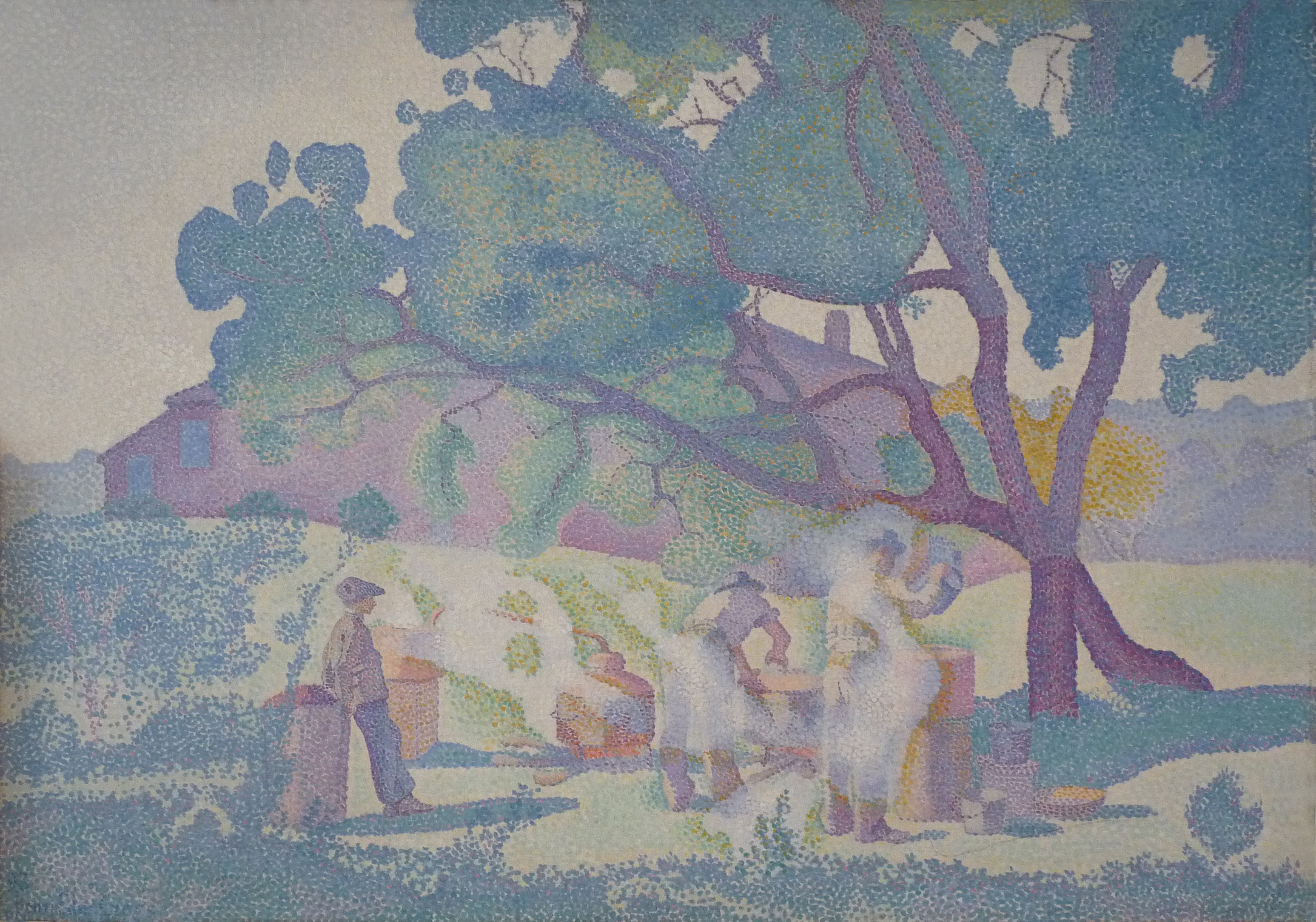
La Ferme, matin, peinture de 1893 d'Henri-Edmond Cross représentant des bouilleurs de cru, musée des Beaux-Arts de Nancy.

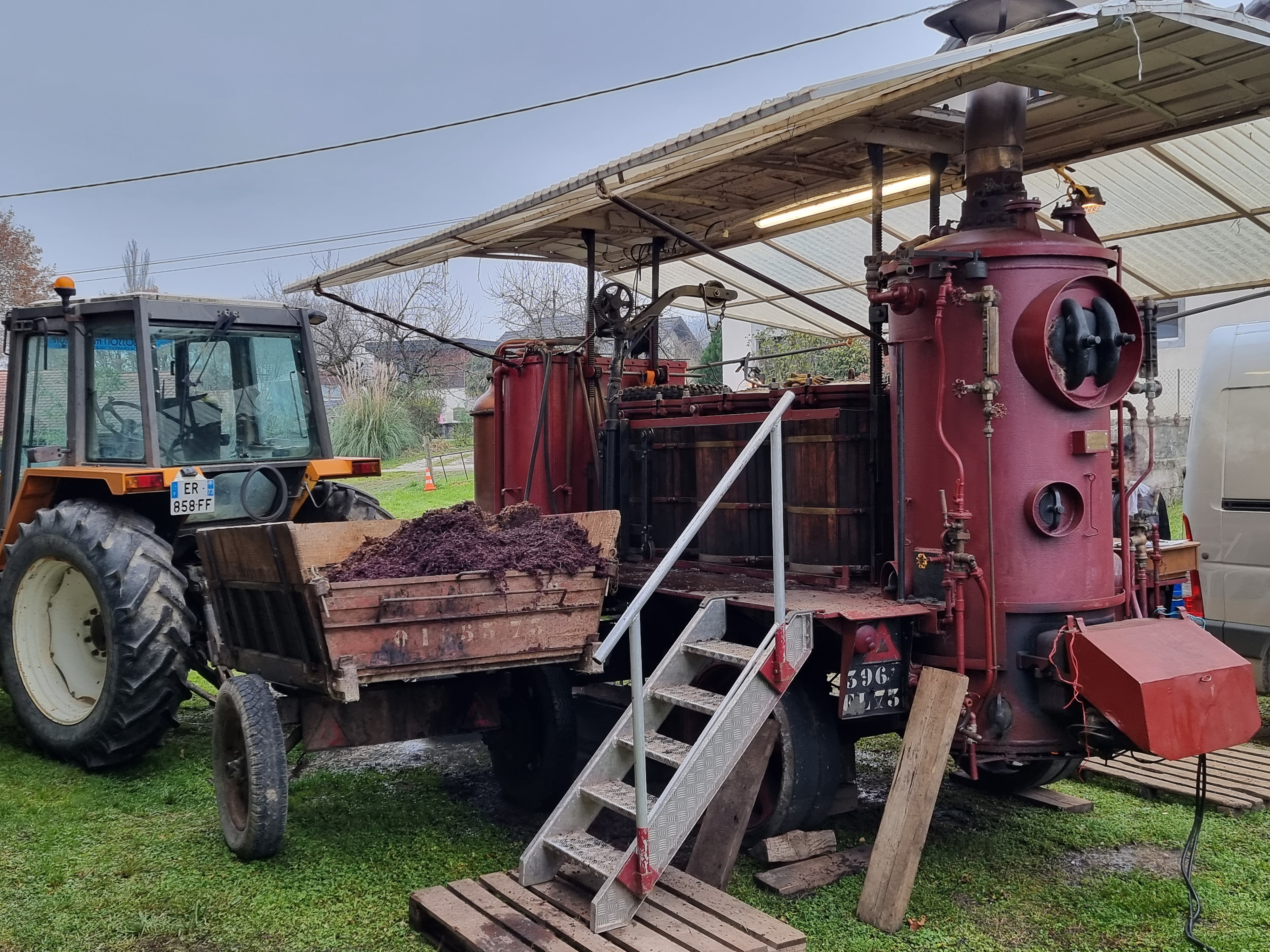
Installation d'un bouilleur de cru ambulant en Savoie, en 2022.

Le privilège de bouilleur de cru remonte à Napoléon lorsqu'il accorda un privilège d'exonération de taxes pour la distillation de 10 litres d'alcool pur ou pour 20 litres d'alcool à 50° pour ses grognards. Ce privilège fut héréditaire jusqu'en 1960, où, pour tenter de limiter le fléau de l'alcoolisme dans les campagnes mais aussi sous la pression des lobbies de grands importateurs d'alcool fort ou producteurs français, le législateur en interdit la transmission entre générations ; seul le conjoint survivant pouvait en user jusqu'à sa propre mort, mais plus aucun descendant. Mais le sujet donna lieu à l'Assemblée nationale à des débats houleux ,. On comptait alors environ trois millions de bouilleurs de cru, et l'exemption représentait un manque à gagner d'environ 20 milliards de francs.
Dès lors, les bouilleurs de cru non titulaires du privilège pouvaient faire fabriquer leur alcool par le distillateur ambulant mais devaient verser une taxe fiscale au Trésor public via l'administration des douanes à partir de 1993.
En 2002, une loi de finance indique que la franchise accordée aux bouilleurs de cru encore titulaires du privilège est supprimée ; cependant une période de cinq ans prolonge jusqu'au 31 décembre 2007 l'ancien dispositif . À partir de la campagne de distillation 2008, les anciens titulaires du privilège peuvent encore bénéficier d'une remise de 50 % sur la taxe pour les 10 premiers litres d'alcool pur (article 317 du code général des impôts).
Un nouvel amendement voté au Sénat proroge le droit sur les 10 premiers litres jusqu'au 31 décembre 2010. La Loi 2011-1977 du 28 décembre 2011 « proroge » le bénéfice des 1 000 degrés jusqu'au décès du titulaire (ou de son conjoint).
En 2021, on estime qu'il reste 600 à 700 bouilleurs de cru en activité, un nombre diminué de moitié en dix ans,.

## Références

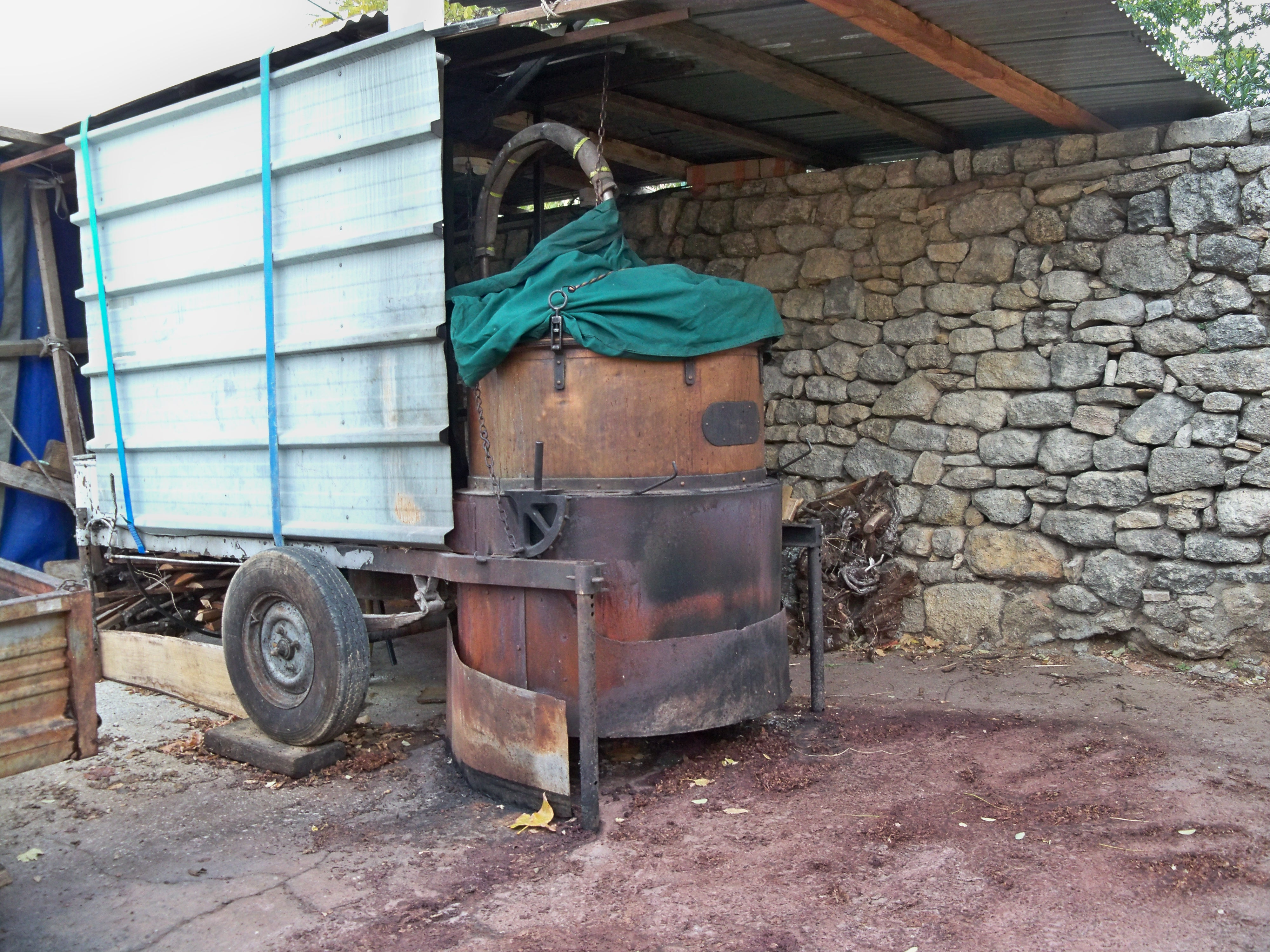
Atelier public de distillation de marc à Viens.